# Laboe

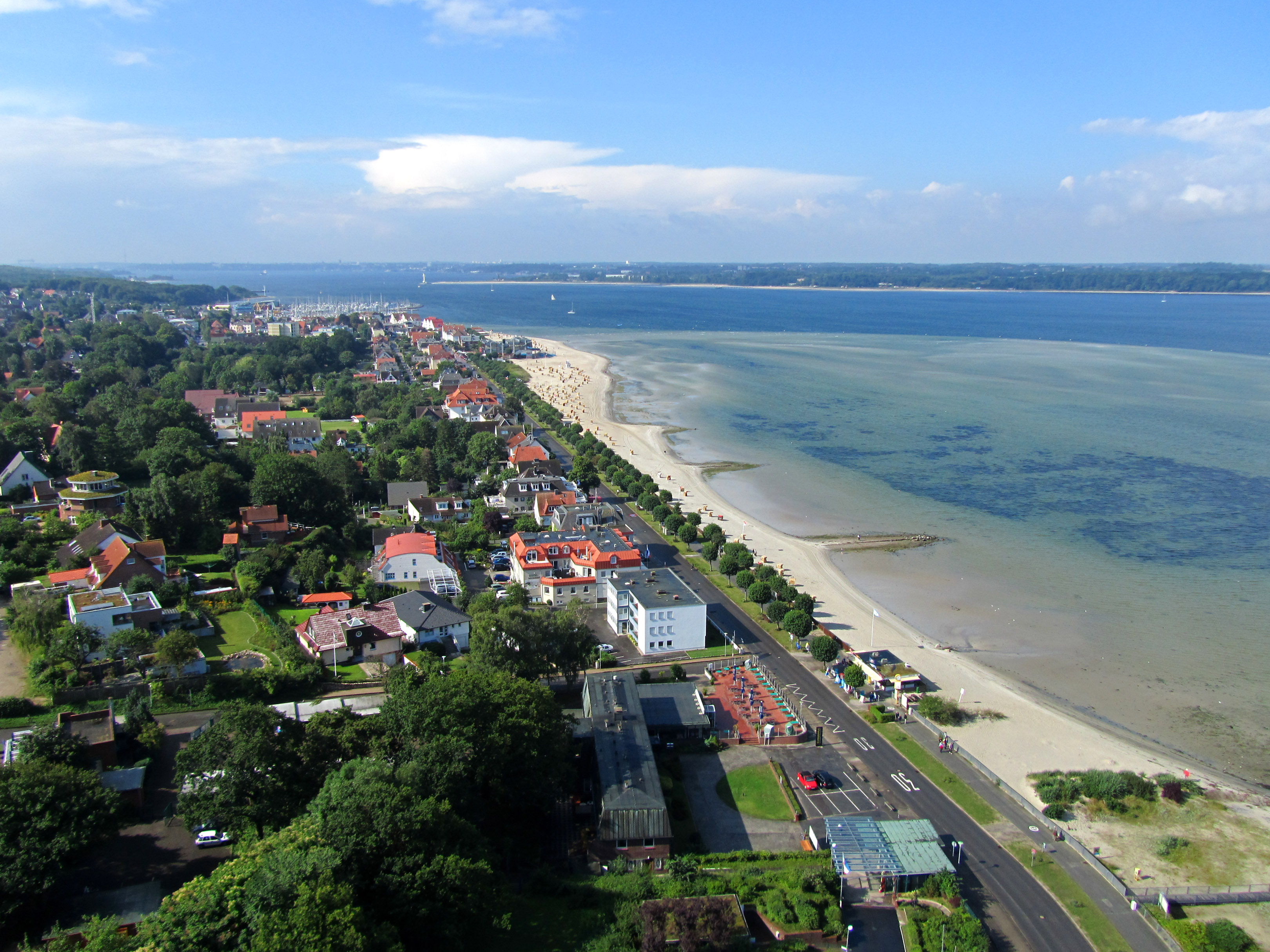

Laboe – gmina uzdrowiskowa w Niemczech, w kraju związkowym Szlezwik-Holsztyn, w powiecie Plön, wchodzi w skład urzędu Probstei. Położona jest na wybrzeżu Morza Bałtyckiego, 10 km na północny wschód od Kilonii.
Znana z mauzoleum poświęconego ofiarom wojny na morzu i znajdującego się w jego sąsiedztwie okrętu muzeum U-Boota U-995.

## Współpraca
Miejscowości partnerskie:
- Eldridge, Stany Zjednoczone
- Neumarkt im Hausruckkreis, Austria
- Vihula, Estonia
- Zingst, Meklemburgia-Pomorze Przednie